# Question homérique
 (février 2025).

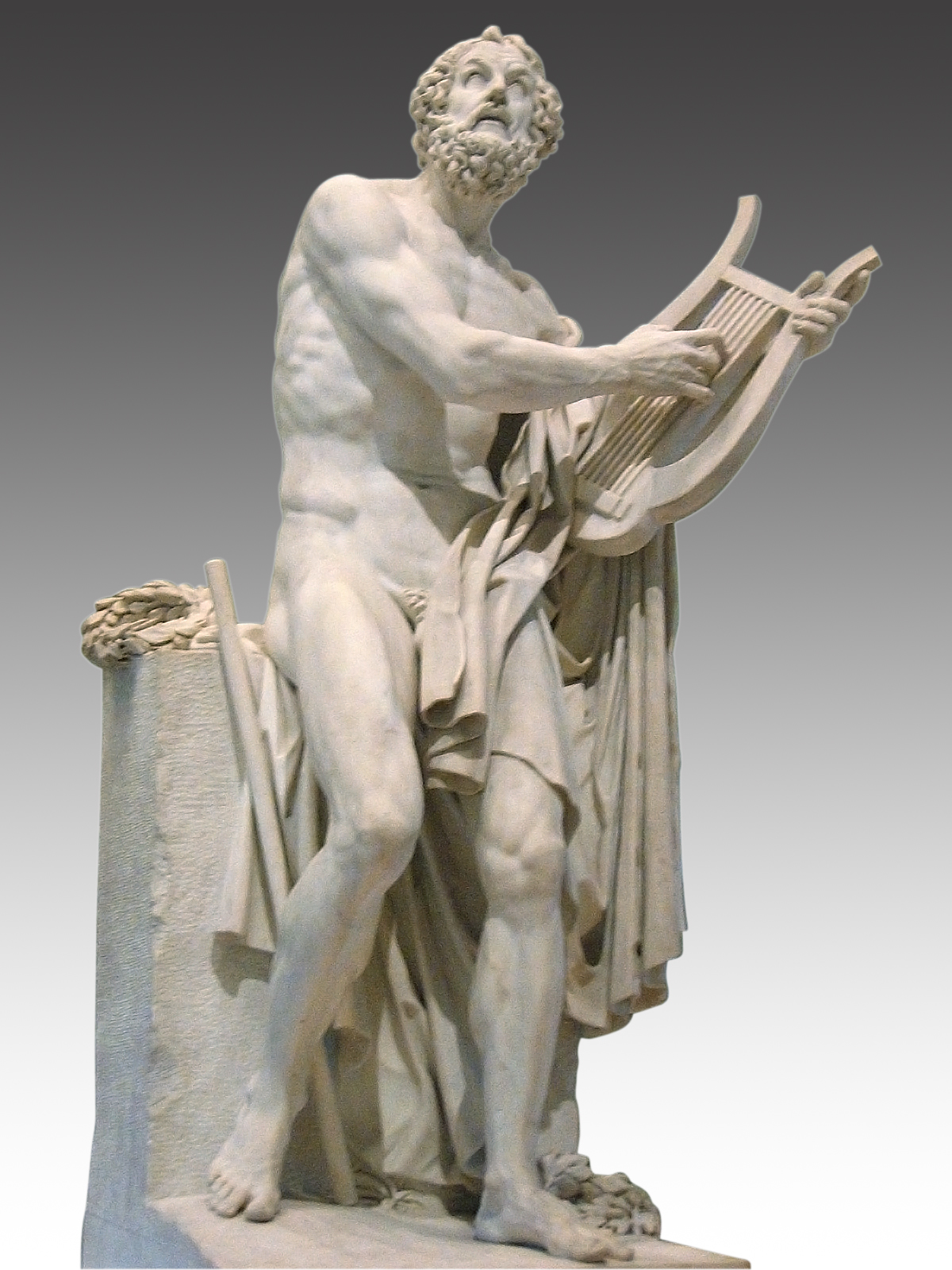
Homère (1812) par Philippe-Laurent Roland, musée du Louvre. La question homérique remet en doute l'existence même d'Homère, qui devient une figure plus légendaire qu'historique.

La question homérique est un problème scientifique philologique et historique portant sur l'identité du ou des auteurs de l’Iliade et de l’Odyssée, les deux grandes épopées mythologiques grecques antiques, mais aussi sur les étapes de leur composition et sur leur unité esthétique. Pressenti par les auteurs antiques, qui ne remettent cependant jamais en doute l'existence d'un auteur unique appelé Homère, le problème de l'identité du poète n'est vraiment posé qu'à partir du XVIIIe siècle et donne lieu à une controverse particulièrement vivace au XIXe siècle : c'est cette controverse que désigne l'expression « question homérique » prise au sens étroit. La question homérique est en grande partie renouvelée dans les années 1920-1930 par les travaux de Milman Parry et l'émergence de la théorie de l'oralité qui montre que les épopées résultent d'un savoir-faire poétique issu d'une tradition orale de longue haleine et n'ont donc pas pu être composées ex nihilo par un seul poète de génie comme le pensaient les Anciens. Malgré ces avancées, de nombreuses incertitudes persistent sur l'histoire de la composition et de la transmission de l’Iliade et de l’Odyssée.

## Préfigurations de la question homérique dans l'Antiquité
En Grèce antique, l’Iliade et l’Odyssée sont considérées comme les deux principales épopées composées par le poète Homère. Des Vies d'Homère rapportent diverses versions des grandes étapes de sa vie et les auteurs qui s'appuient sur ces textes les tiennent pour plus ou moins crédibles, mais personne en Grèce antique ne remet en cause l'existence même d'Homère. Les auteurs antiques considèrent le plus souvent qu'il a écrit lui-même ses poèmes, voire qu'il a aidé à diffuser l'écriture et la lecture en Grèce. De rares auteurs supposent en revanche qu'il n'a composé que des poèmes épars et a laissé à d'autres le soin de les rassembler.
Mais en dépit de l'affirmation unanime de l'existence d'Homère, plusieurs auteurs s'interrogent déjà sur la façon dont l’Iliade et l’Odyssée ont été composées et se demandent même parfois si elles sont du même auteur. Selon le philosophe romain Sénèque, qui écrit au Ier siècle, « c’était la maladie des Grecs de chercher quel était le nombre des rameurs d’Ulysse ; si l’Iliade fut écrite avant l’Odyssée, si ces deux poèmes étaient du même auteur ».
L'époque alexandrine, à partir du IIIe siècle av. J.-C., voit l'apparition des premières éditions annotées des épopées homériques et de leurs premiers grands commentaires savants à la faveur des activités de la bibliothèque d'Alexandrie. Des disciplines comme la grammaire ou la philologie connaissent de grands progrès en Grèce à ce moment. Les savants alexandrins cherchent à s'assurer qu'ils disposent bien du texte correct de l’Iliade et de l’Odyssée et non pas d'un texte contenant des fautes ou des altérations tardives. Il leur arrive ainsi d'athétiser, c'est-à-dire de supprimer, quelques vers au motif qu'ils semblent incohérents ou moins bons et ne sont donc pas dignes d'avoir été écrits par le grand Homère en personne. Ce type de problème est abordé dans les commentaires aux épopées homériques et les traités de grammaire composés par des auteurs alexandrins comme Zénodote, Aristophane de Byzance, Aristarque de Samothrace et d'autres.
À l'époque romaine, l'orateur romain Cicéron suppose dans son traité De oratore (Sur l'orateur) que c'est le tyran grec Pisistrate qui, le premier, a rassemblé et mis en ordre les poèmes d'Homère, qui étaient jusque là en désordre. L'auteur grec Lucien de Samosate, qui écrit au IIe siècle, met en scène une rencontre imaginaire entre le narrateur de ses Histoires vraies et le fameux Homère, sur le mode parodique : le voyageur, avide de connaître enfin les réponses à ces questions savantes, demande au poète où il est réellement né, s'il a réellement écrit les deux épopées, s'il est bien l'auteur des vers que certains auteurs jugent mauvais et suppriment du texte, et pourquoi il a choisi de commencer tel poème par tel ou tel mot, ce à quoi Homère répond des choses déconcertantes (il est né à Babylone, s'appelle en réalité Tigrane, n'est pas du tout aveugle comme le prétend la légende et a choisi de commencer l’Iliade par la colère d'Achille sans trop y penser).
À l'époque byzantine, la Souda, sorte d'encyclopédie anonyme, garde une vision des choses assez voisine : elle affirme qu'Homère n'a écrit que des rhapsodies dispersées qui ont été rassemblées dans un second temps par plusieurs personnes, dont Pisistrate.

## Émergence de la question homérique auXVIIIesiècle
L'idée qu'Homère a existé et est l'auteur des deux épopées n'est pas réellement remise en cause jusqu'au XVIIIe siècle. Le premier auteur à remettre en cause l'existence même du poète est l'abbé d'Aubignac, dans Conjectures académiques ou Dissertation sur l'Iliade, composé en 1664 et publié à titre posthume en 1715. En Italie, Giambattista Vico émet également des doutes sur l'existence du poète. De son côté, le Britannique Robert Wood insiste sur le fait que l'écriture n'existait probablement pas encore en Grèce à l'époque de la composition de l’Iliade et de l’Odyssée.

## Question homérique auXIXesiècle

### Prolegomena ad Homerumde Wolf

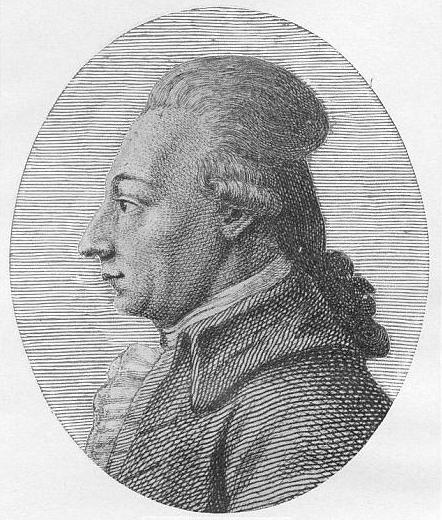
Friedrich August Wolf (1759-1824) lance la question homérique en 1795.

Tout à la fin du XVIIIe siècle, en 1795, le philologue allemand Friedrich August Wolf publie en latin des Prolegomena ad Homerum qui déclenchent une vive controverse et marquent le début de la « question homérique » au sens étroit : un débat savant riche et passionné qui dure pendant tout le XIXe siècle.
Avec les Prolegomena ad Homerum, Friedrich August Wolf aborde les épopées homériques d'un strict point de vue scientifique, en historien et en philologue. Selon lui, l’Iliade et l’Odyssée ont été composées à une époque où l'on ignorait encore l'écriture en Grèce. Ce sont à l'origine des poèmes oraux, et l'épopée orale, selon Wolf, n'est pas un tout organique dont la structure serait pensée pour être inamovible : il est possible de la commencer ou de l'interrompre à tout moment. Ce n'est que dans un second temps que les deux épopées homériques ont été fixées par écrit par plusieurs auteurs. Ceux-ci, au passage, ont harmonisé le contenu des poèmes pour le faire mieux correspondre aux réalités de leur propre époque. Et ce sont aussi eux qui ont conféré aux épopées leur unité de composition. Wolf affirme donc que l’Iliade et l’Odyssée n'ont pas du tout été composées telles qu'elles nous sont parvenues : le texte qui nous est parvenu est le résultat d'un processus de composition long, dû à plusieurs auteurs. Les différentes parties d'une même épopée peuvent remonter à des époques variées et non pas au projet initial d'un poète unique. Wolf écrit ainsi : « L'Homère que nous tenons dans nos mains n'est pas celui qui fleurissait sur les lèvres des Grecs de son temps, mais un Homère altéré, interpolé, corrigé depuis l'époque de Solon jusqu'aux Alexandrins. » Les modifications ont été si nombreuses, estime Wolf, qu'il est devenu à peu près impossible de nous faire une idée de ce à quoi ressemblaient les poèmes originels tels qu'Homère les avait composés.
L'ouvrage de Wolf déclenche un scandale, car, à l'époque, de très nombreux artistes et gens de lettres considèrent l’Iliade et l’Odyssée comme les œuvres d'un auteur unique, d'un poète de génie qui constitue un modèle incontournable en matière d'art poétique. Aux yeux de ces lecteurs, affirmer que ces poèmes sont faits de pièces rapportées d'époques variables et ne sont pas le résultat d'un projet poétique d'ensemble revient à remettre en cause leur valeur esthétique. Des poètes comme Schiller et Goethe réagissent avec indignation et Goethe revendique le droit de « penser le texte comme un tout [et] à en jouir comme tel ». La question a beau relever de débats historiques et philologiques assez techniques, elle implique un grand nombre de savants et d'artistes en raison de l'importance de ses enjeux esthétiques. Ainsi un écrivain comme Benjamin Constant inclut-il une longue digression sur la question homérique dans son ouvrage final De la religion (cinq volumes publiés en partie à titre posthume entre 1824 et 1831). Constant se fonde sur la lecture des auteurs antiques et d'ouvrages savants (dont celui de Wolf), mais aussi sur ses propres recherches à la lecture des deux épopées. Il remarque que l'image qui y est donnée de la religion diffère notablement entre l’Iliade et l’Odyssée, ce qui l'amène à conclure que les deux épopées ne datent pas de la même époque et ne sont pas du même auteur.

### Analystes et unitaristes
Les travaux de Wolf divisent les savants en deux camps : les unitaristes et les analystes. Les unitaristes restent convaincus de l'unité esthétique des deux épopées, donc de l'existence d'un auteur unique qui les aurait conçues et composées d'une façon proche de l'état dans lequel elles nous ont été transmises. Les analystes, de leur côté, acceptent et prolongent les analyses de Wolf et se mettent en devoir de distinguer les différentes étapes de la composition et de la transformation des épopées jusqu'au texte que nous avons conservé,.
La première moitié du XIXe siècle voit la parution d'un grand nombre de travaux par les analystes. Ceux-ci s'attachent à distinguer, dans le texte des épopées homériques, des « strates » qui remonteraient à tel ou tel moment de l'histoire du texte et auraient été ajoutés ou modifiés plus ou moins tardivement. Comme les commentateurs alexandrins dans l'Antiquité, ces savants mettent en avant le concept d'interpolation, c'est-à-dire l'idée que certains vers, certains passages, voire des chants entiers au sein d'une épopée, peuvent ne pas appartenir au texte de départ mais avoir été ajoutés par un autre auteur plus tard. L'espoir de ces savants est de retrouver ainsi un « noyau originel » du texte qui serait bel et bien de la main du premier auteur, tandis que les passages interpolés sont, selon les besoins, corrigés, déplacés voire supprimés du texte principal (et cantonnés à des notes de bas de page) dans les éditions analystes des épopées. Les passages qui éveillent les soupçons des savants analystes sont en général des doublets (des vers répétés deux fois dans un même passage), des digressions et plus généralement tous les passages qui semblent peu cohérents avec leur contexte.
Les travaux des analystes proposent ainsi différents modèles hypothétiques pour expliquer l'état actuel du texte des épopées et proposent des transformations plus ou moins importantes du texte. Dans Homère et l’Odyssée, Suzanne Saïd présente plusieurs exemples d'analyses de cette épopée. Le modèle de W. Schadewalt distingue deux auteurs, le second auteur ayant ajouté à l'épopée les chants I à IV, une partie du chant VIII et le chant XXIV. Les modèles proposés par P. Von der Mühll, F. Focke et plus tard par Reinhold Merkelbach supposent l'existence de trois auteurs, deux ayant composé des poèmes indépendants (l'un, supposé « héroïque », aurait composé les voyages d'Ulysse, tandis que l'autre, qualifié de « bourgeois », aurait composé la Télémachie) et un troisième, « l'unificateur », qui aurait combiné les deux poèmes préexistants. W. Theiler, quant à lui, distingue même quatre auteurs : le poète héroïque et le poète bourgeois, mais aussi un poète bucolique qui serait l'auteur des chants XIV et XV montrant le séjour d'Ulysse chez le porcher Eumée, et enfin un unificateur ayant soudé les trois poèmes préexistants avec plus ou moins d'adresse.
La démarche des analystes est alors avant tout philologique : il s'agit de savoir quel est le statut exact des textes des épopées que nous avons conservés et comment en produire des éditions scientifiques pertinentes. Les raisonnements utilisés pour discerner différentes couches au sein des textes emploient des arguments stylistiques (par exemple, certains passages n'ont pas le même style que d'autres et sont donc peut-être d'un autre auteur) et narratologiques (par exemple, le fait qu'un personnage se fasse tuer mais soit ensuite mentionné encore vivant quelques chants plus loin constitue une incohérence, donc, dans une perspective analytique, l'indice d'une fusion entre deux textes à l'origine distincts). Mais d'autres arguments sont de nature historique, à commencer par ceux de Wolf, notamment celui selon lequel l'écriture n'était pas encore répandue en Grèce au temps d'Homère. L'étude attentive de l'univers décrit par les épopées homériques conduit les chercheurs, au XIXe puis au XXe siècle, à tenter d'abord de reconnaître quelle époque historique réelle et précise peuvent bien décrire les deux épopées ; on se rend compte progressivement que les textes brassent en réalité des éléments renvoyant à des époques diverses et incompatibles entre elles, et forment un mélange plutôt que le reflet d'une époque précise. Au fil du XIXe siècle s'ajoutent aussi aux débats des arguments de type linguistique : les études successives montrent que la langue homérique n'est pas homogène mais brasse des mots, des formes et des tournures appartenant à plusieurs stades de la langue grecque.
Les unitaristes, de leur côté, tentent de montrer la cohérence du texte des épopées telles qu'elles nous sont parvenues. Leurs raisonnements s'appuient sur des critères narratifs (des effets de composition dans la structure des épopées), stylistiques (des effets littéraires expliquant les répétitions) et linguistiques (des études lexicales destinées à montrer qu'une même épopée a bien été composée dans son ensemble à la même époque).

## Renouvellements de la question homérique auXXesiècle

### Vers un apaisement de la controverse au début duXXesiècle
Les premières décennies du XXe siècle voient se prolonger le débat entre analystes et unitaristes, avant et après la première guerre mondiale. Du côté des unitaristes, l'affirmation de l'existence d'Homère et de la singularité de son travail considérée comme une libre création poétique (plutôt que comme un simple travail de compilation de poèmes antérieurs) se retrouve chez des chercheurs comme Scott aux États-Unis (The Unity of Homer, 1921), Drerup en Allemagne (Der Homer problem in den Gegenwart, 1921) et J.T. Sheppard au Royaume-Uni (The Pattern of the Iliad, 1922). Du côté des analystes, les hypothèses démembrant complètement les deux épopées laissent peu à peu la place à des hypothèses moins agressives quant aux textes conservés et supposant moins d'auteurs et de textes préexistants.
Les arguments extrêmes des uns et des autres apparaissent de moins en moins tenables. Les unitaristes cèdent du terrain : peu à peu, les nouvelles éditions et traductions d'Homère prennent en compte les problèmes textuels mis en lumière par les recherches des analystes. Allen admet ainsi l'existence d'interpolations survenues à divers stades de l'histoire des épopées dans sa nouvelle édition de l’Iliade et de l’Odyssée à Oxford. De leur côte, les analystes les plus radicaux sont critiqués pour la fragilité de leurs hypothèses dans l'histoire des textes, car il est difficile de prouver solidement l'existence de multiples auteurs et d'étayer précisément les modèles théoriques reconstituant avec un niveau de détail ambitieux les étapes de la composition des poèmes. Différents auteurs prennent différentes positions intermédiaires entre les deux tendances. Allen, dans ses articles réunis en volume en 1924 sous le titre Homer. The Origins and the Transmission, s'oppose aux travaux philologiques les plus radicaux menés par des auteurs comme Wilamowitz ou Bethe et prône davantage de respect envers les textes tels qu'il nous sont parvenus ; ses hypothèses tentent de prendre en compte les sources d'Homère et divers textes souvent négligés comme les Vies d'Homère, les écrits attribués à Dictys de Crète ou encore le résumé du Cycle troyen par Proclos, tout en accumulant de nombreuses hypothèses sur l'histoire des traditions poétiques puis des textes (Severyns, qui signe la recension de l'ouvrage dans la Revue belge de philologie et d'histoire, lui reproche d'aller trop loin dans ces hypothèses fragiles).
En France au début du XXe siècle, les traducteurs et éditeurs d'Homère pour la Collection des universités de France sont des analystes. Victor Bérard pousse assez loin ses hypothèses analytiques pour son édition de l’Odyssée en 1924. Paul Mazon adopte une position modérée pour son édition de l’Iliade en 1937-38.
Les bases pour un nouveau consensus scientifique sont jetées après un siècle de controverse. Les unitaristes continuent à soutenir qu'Homère est l'auteur unique des deux épopées et que les textes qui nous sont parvenus sont bien le reflet de son projet d'auteur, mais ils reconnaissent qu'Homère n'a pas inventé ses épopées ex nihilo et a puisé son inspiration à des sources d'origine et de date diverses, notamment dans d'autres épopées et poèmes préexistants. Les analystes ne parlent pas de sources mais de « noyaux originels » qu'un ou plusieurs auteurs auraient assemblés, mais ils reconnaissent que l’Iliade et l’Odyssée, en dépit de leurs incohérences, témoignent d'un art de la composition assez poussé pour prouver l'intervention d'une ou plusieurs mains qui ont harmonisé chaque épopée dans son ensemble : les deux épopées ne sont donc pas de simples assemblages erratiques.

### Néo-analyse
La néo-analyse est un courant d'études homériques initié par le savant grec J.T. Kakridis dans les années 1930 et qui tente alors de concilier les positions des analystes et des unitaristes en opérant un changement d'approche partiel. Kakridis écrit d'abord une série d'articles qu'il réunit ensuite en volume en 1944, mais ce n'est qu'après cette parution, puis après la traduction de ce livre en anglais en 1949 (Homeric Researches), que les hypothèses de Kakridis se répandent et sont reprises et prolongées par d'autres.
Kakridis opère des concessions aux deux tendances : il soutient l'argument d'une unité globale de chaque épopée (comme les unitaristes), tout en reconnaissant l'existence d'incohérences dans le texte (comme les analystes). Mais pour expliquer ces incohérences, au lieu de chercher à distinguer diverses strates au sein du texte comme le faisaient les analystes jusqu'à présent, il prend le parti de remonter aux sources d'Homère et aux traditions dont ses poèmes forment l'aboutissement. Dans cette perspective, les incohérences ne proviennent pas des modifications successives du texte : elles lui préexistent et remontent aux traditions auxquelles le poète a puisé, traditions qui ne s'accordent pas toujours bien entre elles. Pour démontrer cela, Kakridis s'intéresse aux relations qui unissent les épopées homériques aux autres épopées du cycle troyen, des épopées perdues mais que nous connaissons par des résumés très postérieurs. Selon lui, ces épopées, quoique postérieures à l’Iliade et à l’Odyssée, montrent un fond épique plus ancien. Ainsi, le schéma narratif de l’Iliade, où Achille perd un ami proche tué par un chef troyen puis revient au combat pour le venger, pourrait être inspiré par celui d'une autre épopée du cycle, l’Éthiopide, dans laquelle c'est Antiloque qui est tué par Memnon, un chef éthiopien allié aux Troyens : Achille retourne alors au combat pour venger Antiloque et tue Memnon, tout comme il tue Hector qui a tué Patrocle dans l’Iliade. De même, certaines formules décrivant le chagrin d'Achille à la mort de Patrocle semblent étranges et mal adaptées à une telle scène. Une explication néo-analytique consiste à émettre l'hypothèse que ces formules ont été reprises par le poète à un passage de l’Éthiopide décrivant non pas un simple chagrin mais la mort d'Achille lui-même. Cela expliquerait aussi la présence de Thétis et des Néréides qui se lamentent devant le chagrin d'Achille, tout comme elles se lamentaient probablement au moment de la mort d'Achille dans l’Éthiopide.

### Parry et la théorie de l'oralité
Au XXe siècle, la question homérique est notablement renouvelée par les travaux de Milman Parry, un Américain qui a fait sa thèse à Paris, à la Sorbonne, et la publie en français en 1928 sous le titre L'Épithète traditionnelle chez Homère. Parry étudie les vers de l’Iliade et de l’Odyssée contenant des expressions récurrentes du type « nom+épithète » désignant principalement les divinités et les héros. Il invente la notion de « vers formulaire » pour rendre compte de ce fonctionnement du vers épique homérique et démontre que, dans l’Iliade et l’Odyssée, pour évoquer un personnage donné (dieu ou héros), à un cas grammatical donné et à un endroit du vers donné, il n'existe qu'une seule formule nom+épithète possible. Les fameuses épithètes homériques avaient été remarquées dès l'Antiquité, mais Milman Parry est le premier à montrer que ces expressions ne sont pas des ornements insérés dans les poèmes de manière arbitraire, mais forment un système complexe et rigoureux à la fois très contraignant et très utile pour un poète.
Parry se contente d'abord de conclure que ces épithètes sont « traditionnelles », sans se prononcer davantage sur l'histoire du texte des épopées homériques. Mais l'existence d'un système si complexe n'a de sens que dans une poésie orale (où elle rend possible aux aèdes d'improviser des vers à mesure qu'ils chantent) et traditionnelle (au sens où un tel système ne peut pas avoir été inventé par un seul poète). L'argument de la tradition orale n'est pas nouveau, mais les travaux de Parry et de son disciple Albert Lord le renouvellent entièrement dans la mesure où ils mettent en lumière pour la première fois la grande complexité de la poésie orale et rapprochent les épopées homériques de poèmes oraux issus d'autres cultures, en commençant par celle des guslars yougoslaves, des bardes qui, bien qu'analphabètes, sont capables de composer ou de réciter de longs poèmes grâce à un système traditionnel aux principes comparables à ceux observés dans les épopées homériques.
Ayant pris la suite de Milman Parry après sa mort, Albert Lord en prolonge les travaux dans The Singer of Tales (Le Chanteur d'histoires) en 1960. Lord en vient parfois à considérer la poésie formulaire homérique comme un système pratiquement automatique, dont les règles fixent à l'avance les expressions à employer dans un vers, l'endroit du vers où les positionner et les cas grammaticaux auxquels les décliner. Par la suite, d'autres chercheurs, dont Gregory Nagy, nuancent ces affirmations en montrant que le système de la poésie orale grecque laisse une part de liberté créative non négligeable à chaque aède. Gregory Nagy, dans Le Meilleur des Achéens, accepte comme base le travail de Parry, mais avance l'idée que l'aède n'est pas esclave de ses contraintes de diction et que c'est le choix du thème d'une scène ou d'un poème donné (choix qui reste sa décision) qui conditionne ensuite la diction.

### Scènes typiques selon Arend
Quelques années à peine après la thèse de Parry, un philologue allemand, W. Arend, publie une étude intitulée Les scènes typiques chez Homère (Die typischen Szenen bei Homer) dans laquelle il montre que, pour un même type de scène (par exemple un sacrifice, un banquet, des funérailles, une assemblée, l'équipement d'un guerrier avant le combat, la délibération d'un héros qui réfléchit, etc.), les épopées homériques relatent toujours les événements dans le même ordre et avec des termes identiques. Par exemple, l'hospitalité offerte à un hôte de passage est toujours racontée par le biais d'une scène de festin, au cours duquel on trouve d'abord la mention des ablutions, puis les préparatifs du repas, puis les préparatifs du service, puis le service du pain, parfois le service de la viande et du vin et enfin la consommation du repas. Ces étapes successives ne sont pas toujours toutes présentes (il y a des passages sans mention de la viande et du vin) mais elles le sont toujours dans le même ordre, et Arend remarque lui aussi des formules qui reviennent à l'identique pour chacune des étapes d'une même scène typique,. Chaque grand type de scène possède ainsi un schéma de composition constant autour duquel l'aède peut cependant se permettre des variations de détail, l'omission ou la répétition d'une étape donnée, l'insertion d'autres scènes intercalées mais elles aussi typiques, etc. Après Arend, d'autres auteurs prolongent et affinent son étude en s'intéressant par exemple à des types de scène en particulier.
Ces avancées substantielles dans la connaissance du détail des épopées homériques confirment qu'elles ont été au départ des poèmes oraux. Mais elles vident aussi de leur sens certaines des controverses qui avaient eu lieu entre analystes et unitaristes, car un tel mode de composition orale rend impossible de rechercher parmi les strates des deux poèmes un « état originel » qui correspondrait à une formulation précise employée par le premier poète, tout comme il rend impossible d'identifier des auteurs individualisés précis ou encore de tenter de reconstruire précisément l'évolution du texte des épopées avant leur mise par écrit,.

### Ouvrages généraux
- Suzanne Saïd, Monique Trédé et Alain Le Boulluec, Histoire de la littérature grecque, Paris, Presses universitaires de France, coll. « Premier Cycle », 1997 (ISBN 2130482333 et 978-2130482338), p. 13-24.
- Suzanne Saïd, Homère et l'Odyssée, Paris, Belin, coll. « Sujets », 1998, p. 15-35.
- Alexandre Farnoux, Homère, le prince des poètes, Paris, Gallimard, coll. « Découvertes », 2010.

### Études savantes ayant marqué la question homérique
Choix de références présentées par ordre chronologique de parution.
- Abbé d'Aubignac, Conjectures académiques ou Dissertation sur l'Iliade, 1715.
- (en) Robert Wood, Essay on the Original Genius of Homer.
- (la) Friedrich August Wolf, Prolegomena ad Homerum, 1795, réédition avec traduction par A. Grafton et Glenn W. Most, Princeton University Press, 1985.
- Friedrich Nietzsche, Le cas Homère, EHESS, coll. « Audiographie », 2017, 150 p.Rassemble deux conférences prononcées en 1867 et 1869 à Bâle et Leipzig. Professeur de philologie peu orthodoxe, il prône un mélange de philosophie et en conclut au concept devenu une personne.
- (de) A. Kirchnoff, Die Homerische Odyssee und ihre Entstehung, Berlin, 1879.
- (de) U. Wilamowitz, Die Ilias und Homer, Berlin, 1916.
- Victor Bérard, Un mensonge de la science allemande : les "Prolégomènes à Homère", de Frédéric-Auguste Wolf, Paris, Hachette, 1917.
- (en) Scott, The Unity of Homer, Berkeley, 1921.
- (de) Drerup, Der Homer problem in den Gegenwart, Würzburg, 1921.
- Milman Parry, L'épithète traditionnelle chez Homère, Paris, 1928.
- A. Severyns, Homère, Bruxelles, 3 volumes, 1945-48.
- Paul Mazon, Introduction à l'Iliade, Paris, Les Belles Lettres, « Collection des universités de France », 1946.
- (en) Albert Lord, The Singer of Tales, Cambridge (Massachusetts), 1960.
- (en) G.S. Kirk, The Songs of Homer, Cambridge, 1962.
- (de) A. Heubeck, Die Homerische Frage, Darmstadt, 1974.
- Gregory Nagy, Le Meilleur des Achéens, Paris, 1992 (The Best of the Achaeans, Johns Hopkins Press, 1979).
- (en) Gregory Nagy, Homeric Questions, Austin, 1996.

### Synthèses sur l'histoire de la question homérique
- (it) Giuseppe Broccia, La Questione omerica, Firenze, Sansoni, 1979.
- (it) Luigi Ferreri, La questione omerica dal cinquecento al settecento, Roma, Edizioni di storia e letteratura, 2007.
- (de) Alfred Heubeck, Die homerische Frage : ein Bericht über die Forschung der letzten Jahrzehnte, Darmstadt, Wissenschaftliche Buchgesellschaft, 1974.
- (en) Minna Skafte Jensen, The Homeric Question and the Oral-Formulaic Theory, D. Appleton and Company, 1980.
- Françoise Létoublon et Catherine Volpilhac-Auger (dir.), Homère en France après la querelle (1712-1900), Actes du colloque de Grenoble (21-23 octobre 1995), Paris, Champion, 1999.
- (en) Georges Jean Varsos, The Persistence of the Homeric Question, thèse de doctorat à l'université de Genève (Suisse), juillet 2002. [lire en ligne]

### Conférences
- La question homérique, conférence de David-Artur Daix du jeudi 8 octobre 2015, dans le cadre du séminaire Idées textes et œuvres : L’Iliade et l’Odyssée transdisciplinaires, lors des « Jeudis de l'Ens en Actes » (en ligne, durée 1h12m43s).